# دياني كولينغز
دياني كولينغز (بالإنجليزية: Diane Collings) هي لاعبة رماية نيوزيلندية، ولدت في 5 يونيو 1959.

## روابط خارجية
- دياني كولينغز على موقع اتحاد ألعاب الكومنولث (مؤرشف) (الإنجليزية)